# Timothy Dalton
Timothy Peter Dalton (født 21. marts 1946) er en britisk teater- og filmskuespiller. Han er bedst kendt for at være den fjerde skuespiller i rollen som James Bond.

## Biografi

### Ungdom og tidlig karriere
Timothy Dalton blev født i Colwyn Bay, Wales af en engelsk far og amerikansk mor. Før han blev født flyttede familien til Wales hvor faderen var udstationeret under 2. verdenskrig. Sidst i 1940'erne flyttede familien til Belper, Devonshire i England. Han blev interesseret i skuespil allerede i teenageårene, og forlod skolen i 1964 for at starte på Royal Academy of Dramatic Art og turnere med et nationalt ungdomsteater om sommeren. Han kom hurtigt til tv, hvor han arbejdede på BBC. Han fik sin filmdebut i 1968 med filmen The Lion in Winter.
Efter yderligere et par film tog Dalton en pause fra filmene i 1971 for at koncentrere sig om teatret. Han spillede bl.a. for Royal Shakespeare Company. Med undtagelsen af en enkelt film, Permission to Kill i 1975, forblev han teaterskuespiller indtil 1978.

### James Bond (1987-1989)
Timothy Dalton var tidligt (i 1968) blevet tilbudt rollen som James Bond, men takkede nej, da han følte, at han var for ung. I 1986, efter at Roger Moore sagde farvel til rollen, blev Dalton igen tilbudt rollen, men måtte afslå pga. forpligtelser i forbindelse med filmen Brenda Starr. Pierce Brosnan fik så tilbuddet, men også han var optaget til anden side, og derpå vendte man tilbage til Dalton, der efter afslutningen af sine andre forpligtelser nu accepterede rollen.
Dalton betød et stort stort skift i Bond-figurens udtryk fra Moore. Roger Moore lagde mere vægt på det sofistikerede og elegante i figuren med en del humor iblandet, mens Dalton i stedet var mere kølig og sammenbidt i rollen. Mange nævner ham som den skuespiller, der – i hvert fald indtil Daniel Craig overtog rollen – kom nærmest på Ian Flemings romanfigur. Imidlertid splittede denne nye Bond publikum, hvor nogle var begejstrede, men flere måske var utilfredse med skiftet, så det blev kun til to Bond-film for Dalton. Det var The Living Daylights (1987) og Licence to Kill (1989), hvorefter rollen blev overtaget af Pierce Brosnan. Efterfølgende er Timothy Dalton som Bond mest blevet betragtet som et mellemspil på linje med George Lazenby.

## Udvalgt filmografi
- Penny Dreadful (2014-2016) .... Sir Malcolm Murray
- Hot Fuzz (2007) .... Simon Skinner
- The Sittaford Mystery (tv) (2006) .... Clive Trevelyan
- Hercules (tv) (2005) .... Amphitryon
- Dunkirk (tv) (2004) .... Narrator
- Looney Tunes: Back in Action (2003) .... Damien Drake
- American Outlaws (2001) .... Allan Pinkerton
- Possessed (tv) (2000) .... Fr. Willam Bowden
- Time Share (2000) .... Matt
- The Reef (1999) .... Charles Darrow
- Made Men (1999) .... Sheriff Dex Drier
- Cleopatra (tv) (1999) .... Julius Caesar
- Stories from My Childhood (tv) (1998) (stemme) .... Prince Guidon
- The Informant (1997) .... DCI Rennie
- The Beautician and the Beast (1997) .... Boris Pochenko
- Salt Water Moose (1996) .... Lester Parnell
- Scarlett (tv-miniserie) (1994) .... Rhett Butler
- Lie Down with Lions (tv) (1994) .... Jack Carver
- Last Action Hero, (1993)
- Naked in New York (1993) .... Elliot Price
- Framed (tv) (1992) .... Eddie Myers
- Tales from the Crypt: Werewolf Concerto (tv) (1992) .... Lokai
- The Rocketeer (1991) .... Neville Sinclair
- La Putain du roi (1990) .... Le Roi Vittorio Amadeo
- Brenda Starr (1989) .... Basil St. John
- Licence to Kill (1989) .... James Bond
- Hawks (1988) .... Bancroft
- The Living Daylights (1987) .... James Bond
- Sins (tv-miniserie) (1986) .... Edmund Junot
- The Emperor's New Clothes (tv) (1985) (stemme) .... Narrator
- The Doctor and the Devils (1985) .... Doctor Thomas Rock
- Florence Nightingale (tv) (1985) .... Richard Milnes
- The Master of Ballantrae (tv) (1984) .... Col. Francis Burke
- Mistral's Daughter (tv-miniserie) (1984) .... Perry Kilkullen
- Jane Eyre (tv-miniserie) (1983) .... Edward Fairfax Rochester
- Antony and Cleopatra (tv) (1983) .... Marc Antony
- Chanel Solitaire (1981) .... Boy Capel
- Flash Gordon (1980) .... Prince Barin
- Charlie's Angels: Fallen Angel (tv) (1979) .... Damien Roth
- The Flame Is Love (tv) (1979) .... Marquis de Guaita
- Agatha (1979) .... Archibald Christie
- Centennial (tv-miniserie) (1978) .... Oliver Seccombe
- El Hombre que supo amar (1978) .... Juan de Dios
- Sextette (1978) .... Sir Michael Barrington
- Permission to Kill (1975) .... Charles Lord
- Candida (tv) (1971)
- Mary, Queen of Scots (1971) .... Lord Henry Darnley
- Five Finger Exercise (tv) (1970)
- Cromwell (1970) .... Prince Rupert
- Wuthering Heights (1970) .... Heathcliff
- Giochi particolari (1970) .... Mark
- Judge Dee: A Place of Great Evil (tv) (1969)
- The Three Princes (tv) (1968)
- The Lion in Winter (1968) .... King Philip of France
- Sat'day While Sunday (tv-serie) (1967) .... Peter